# Taraxis
Taraxis  es un género monotípico de plantas herbáceas perteneciente a la familia Restionaceae. Su única especie: Taraxis grossa B.G.Briggs & L.A.S.Johnson, Telopea 7: 364 (1998), es originaria del sudoeste de Australia.